# Famille de Traux de Wardin
La famille de Traux de Wardin est une famille subsistante de la noblesse belge, anoblie en 1803 par l'empereur François II du Saint-Empire.

## Histoire
À cette famille, originaire de la province de Luxembourg, appartenait Pierre-Jacques de Traux, avocat au conseil de Luxembourg, allié à Marie-Marguerite de Favre, dont le fils Pierre-Joseph de Traux, chevalier honoraire de l'ordre souverain de Malte, seigneur de Biedermannsdorf, en Autriche, de Wardin, de Bastogne et de Hondelange fut créé, par l'empereur François II du Saint-Empire, libre baron du Saint Empire, avec la qualification de "Wohlgeboren" le 26 avril 1803. Ce titre était transmissible à tous les descendants. 
Il épousa de la baronne Sophie de Hora d'Opellowitz, dont le fils le baron Wenceslas-Jacques de Traux de Wardin, né le 24 avril 1800, fut naturalisé par acte du roi des Pays-Bas le 17 novembre 1829. Ce dernier obtint reconnaissance de noblesse et du titre de baron transmissible à tous ses descendants par le roi Léopold Ier en 1845. Il était major de cavalerie au service de Belgique, marié en 1843, avec la comtesse Octavie de Glymes de Hollebecque, fille du comte Henri de Glymes de Hollebecque. 
Le comte Bernard de Traux de Wardin (nl) est le fils aîné de Jean-Henri, Baron de Traux de Wardin (1916-1993) et de la Louise, Comtesse Cornet de Ways-Ruart (1918-2012) et le petit fils d'Henri-Wenceslas, Baron de Traux de Wardin, secrétaire honoraire de la reine Elisabeth de Belgique.  
Son épouse est Wendy Pastur, fille du pilote et attaché l'air belge à Londres, anobli en 1967, Jacques, Chevalier Pastur et la britannique Elizabeth Bowling-Harvey, qui furent les derniers propriétaires du château Pastur(devenu l'actuelle maison communale de Jodoigne) jusqu'en 1961. Ils ont six enfants.  
La famille possède le Château de Jodoigne-Souveraine, il appartient à la famille depuis 1840. En 2012, il a remporté le prix Prince A. de Merode pour le patrimoine, ceci pour la réussite des travaux de restauration du château, après un incendie dévastateur en 2000. 
Bernard-Louis, Comte de Traux de Wardin est le président de la Fondation Reine Paola. Cette fondation a pour objectif de promouvoir l'intégration et la formation des jeunes et décerne chaque année le Prix Reine Paola pour l’éducation, 
Il est chevalier de l'Ordre de Léopold depuis le 8 janvier 2013. Il est également chevalier de l'ordre de la Couronne.
Il a obtenu le titre de comte transmissible à tous ses descendants, accordé par le roi Albert II en 2015

### Noblesse
- 26 avril 1803 : lettres patentes de François II du Saint-Empire :
Concession du titre de baron héréditaire du Saint-Empire avec le prédicat de Wohlgeboren en faveur de Pierre-Joseph de Traux de Wardin.
- 15 mai 1845 : lettres patentes de Léopold Ier de Belgique :
Reconnaissance du titre de baron transmissible à toute la descendance en faveur de Wenceslas-Jacques de Traux de Wardin.
- 20 avril 2015 : lettres patentes d'Albert II de Belgique : 
Concession du titre de comte transmissible à tous ses descendants en faveur du baron Bernard de Traux de Wardin.

## Filiation
Ci-dessous, une filiation simplifiée de cette famille:
- Wenceslas-Jacques, baron de Traux de Wardin (1800-1850) épouse Octavie, Comtesse de Glymes de Hollebecque, de la Maison de Glymes.
  - Gaston-Henri, baron de Traux de Wardin (1844-1919) épouse Louise van de Woestyne (1860-1937).
    - Henri-Wenceslas, baron de Traux de Wardin (1884-1969) épouse Gertrude (1889-1953) de la famille della Faille
      - Jean-Albert, baron de Traux de Wardin (1916-1993) épouse Louise, comtesse Cornet de Ways Ruart (1918-2012).
        - Bernard-Louis, comte de Traux de Wardin (1941) épouse Wendy (1946) de la famille Pastur.
          - Henri, comte de Traux de Wardin (1989).

## Armes
- 1845 : "d’argent, à cinq fusées de gueules accolées en fasce, celle du milieu chargée d’une fleur de lys d’or. L’écu timbré de la couronne de baron du Saint-Empire, surmontée de trois heaumes d’argent, liserés, grillés, colletés et couronnés d’or, fourrés de gueules, celui du milieu taré de front, aux hachements de gueules et d’argent, ayant pour cimier une aigle naissante d'argent éployée, la poitrine et les ailes chargées de cinq fusées de l'écu, celui de dextre taré de profil [et] regardant à senestre, aux hachements de sable et d’or, ayant pour cimier un daim issant de sable, à cornes d’or; celui de senestre taré de profil et regardant à dextre, aux hachements d’or et de gueules, ayant pour cimier un lion naissant d’or, armé et lampassé de gueules. Supports: deux lions d’or, armés et lampassés de gueules"[1].
- 2015 : Pour les titulaires du titre de comte, une couronne de comte[2].

## Pour approfondir